# Barberey-Saint-Sulpice
Pour les articles homonymes, voir Barberey et Saint-Sulpice.
Barberey-Saint-Sulpice est une commune française d'environ 1 850 habitants faisant partie de l'agglomération de Troyes et située dans le département de l'Aube en région Grand Est.

## Géographie
| Saint-Lyé |                        | Saint-Maure           |
|           | Barberey-Saint-Sulpice |                       |
| Montgueux |                        | La Chapelle-Saint-Luc |

Le territoire de la commune se trouve dans la vallée de la Seine en aval de Troyes.

### Topographie
Provenant de la gentillité Barbarius qui est devenu barbariacus.

### Hydrographie
La commune est dans la région hydrographique « la Seine de sa source au confluent de l'Oise (exclu) » au sein du bassin Seine-Normandie. Elle est drainée par l'Ancien Canal de la Haute Seine, la Seine, la Fausse, le canal Saint Etienne, un bras de la Seine, le canal 01 de l'Ancienne Ecluse de Saint-Lyé, la Noue Robert, Prise d'Eau de Barberey et divers autres petits cours d'eau,.
La Seine, un fleuve long de 775 km, coule dans le Bassin parisien et notamment dans le département de l’Aube en le traverseant du sud-est au nord-ouest. Elle long la commune sur son flanc nord-est.
L'ancien canal de la Haute Seine est un canal, chenal non navigable de 38,2 km. Il prend sa source dans la commune et se jette dans l'Aube au niveau de la commune de Marcilly-sur-Seine.
La Fausse, d'une longueur de 10 km, prend sa source dans la commune de Sainte-Maure et se jette  dans le Melda à Villacerf, après avoir traversé six communes.

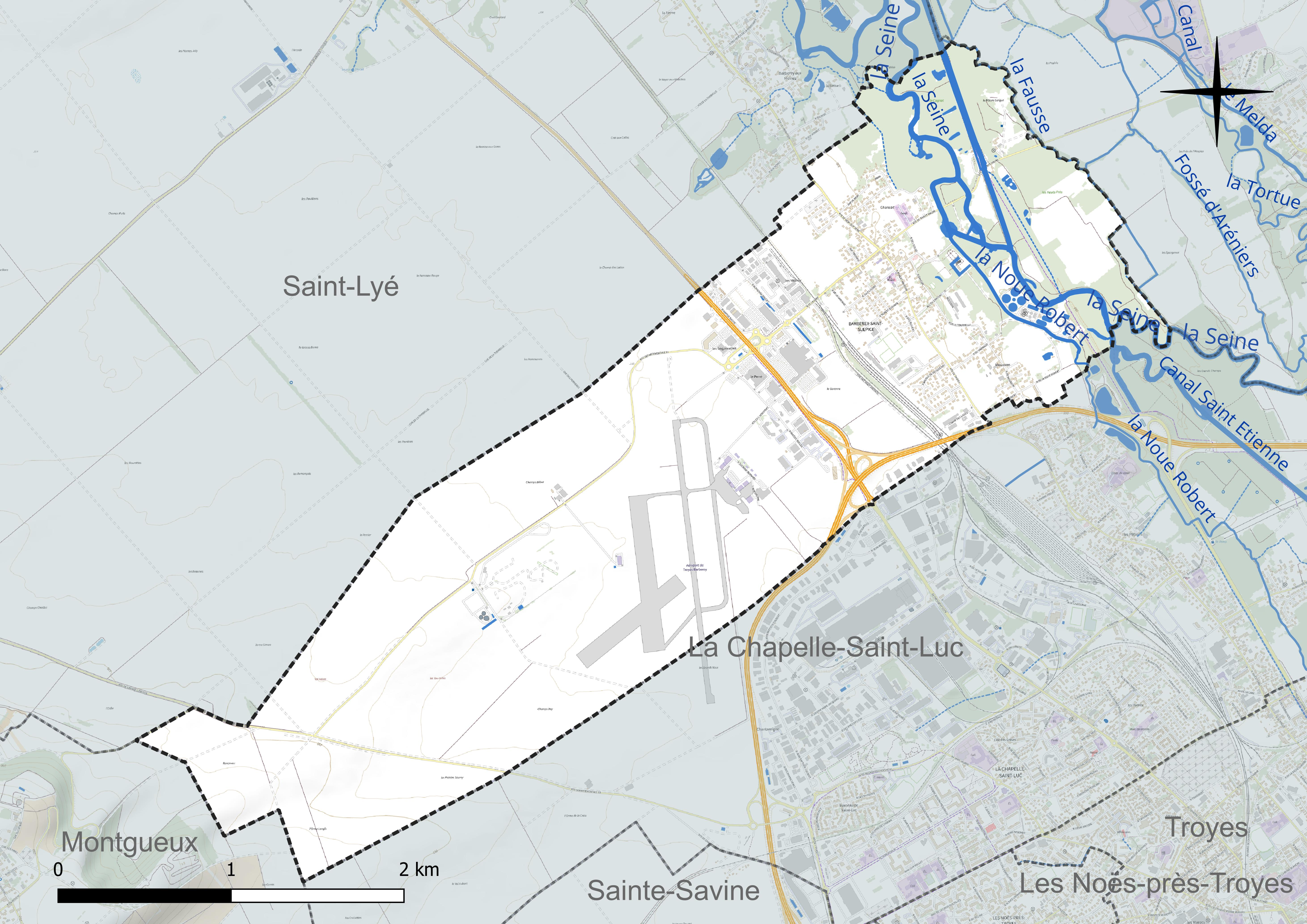
Réseau hydrographique de Barberey-Saint-Sulpice.

### Climat
Pour des articles plus généraux, voir Climat du Grand Est et Climat de l'Aube.
En 2010, le climat de la commune est de type climat océanique dégradé des plaines du Centre et du Nord, selon une étude du Centre national de la recherche scientifique s'appuyant sur une série de données couvrant la période 1971-2000. En 2020, Météo-France publie une typologie des climats de la France métropolitaine dans laquelle la commune est exposée à un climat océanique altéré et est dans la région climatique Nord-est du bassin Parisien, caractérisée par un ensoleillement médiocre, une pluviométrie moyenne régulièrement répartie au cours de l’année et un hiver froid (3 °C).
Pour la période 1971-2000, la température annuelle moyenne est de 10,6 °C, avec une amplitude thermique annuelle de 15,6 °C. Le cumul annuel moyen de précipitations est de 684 mm, avec 12 jours de précipitations en janvier et 7,8 jours en juillet. Pour la période 1991-2020, la température moyenne annuelle observée sur la station météorologique installée sur la commune est de 11,3 °C et le cumul annuel moyen de précipitations est de 644,6 mm. 
La température maximale relevée sur cette station est de 41,8 °C, atteinte le 25 juillet 2019 ; la température minimale est de −23 °C, atteinte le 17 janvier 1985,,.
| Mois                                  | jan.           | fév.             | mars           | avril         | mai           | juin           | jui.           | août          | sep.          | oct.            | nov.             | déc.           | année     |
| ------------------------------------- | -------------- | ---------------- | -------------- | ------------- | ------------- | -------------- | -------------- | ------------- | ------------- | --------------- | ---------------- | -------------- | --------- |
| Température minimale moyenne (°C)     | 0,5            | 0,3              | 2,2            | 4,2           | 8,1           | 11,3           | 13,4           | 13,2          | 9,8           | 7,2             | 3,5              | 1,3            | 6,3       |
| Température moyenne (°C)              | 3,6            | 4,3              | 7,4            | 10,2          | 14            | 17,4           | 19,8           | 19,6          | 15,7          | 11,9            | 7,1              | 4,3            | 11,3      |
| Température maximale moyenne (°C)     | 6,8            | 8,2              | 12,5           | 16,2          | 19,9          | 23,5           | 26,2           | 26            | 21,6          | 16,6            | 10,6             | 7,4            | 16,3      |
| Record de froid (°C) date du record   | −23 17.01.1985 | −17,6 25.02.1986 | −15,4 01.03.05 | −6,2 09.04.03 | −2 01.05.1984 | 0,4 05.06.1991 | 3,1 04.07.1984 | 3 31.08.1986  | −0,4 29.09.02 | −7 31.10.1985   | −11,1 24.11.1998 | −18 31.12.1985 | −23 1985  |
| Record de chaleur (°C) date du record | 16,2 30.01.02  | 22,1 27.02.19    | 26,1 31.03.21  | 29,2 19.04.18 | 33,3 28.05.17 | 38,4 18.06.22  | 41,8 25.07.19  | 40,6 12.08.03 | 35 14.09.20   | 30,3 01.10.1985 | 23 02.11.20      | 19 03.12.1985  | 41,8 2019 |
| Ensoleillement (h)                    | 631            | 904              | 1 483          | 190           | 2 164         | 2 308          | 2 422          | 232           | 1 857         | 1 254           | 698              | 574            | 18 514    |
| Précipitations (mm)                   | 48,2           | 44,2             | 45,9           | 48,3          | 64,9          | 52,4           | 56,4           | 53,9          | 52,4          | 63,8            | 55,3             | 58,9           | 644,6     |

| Diagramme climatique                                  |            |             |             |             |              |              |            |             |             |             |            |
| J                                                     | F          | M           | A           | M           | J            | J            | A          | S           | O           | N           | D          |
| 6,80,548,2                                            | 8,20,344,2 | 12,52,245,9 | 16,24,248,3 | 19,98,164,9 | 23,511,352,4 | 26,213,456,4 | 2613,253,9 | 21,69,852,4 | 16,67,263,8 | 10,63,555,3 | 7,41,358,9 |
| Moyennes : • Temp. maxi et mini °C • Précipitation mm |            |             |             |             |              |              |            |             |             |             |            |

Les paramètres climatiques de la commune ont été estimés pour le milieu du siècle (2041-2070) selon différents scénarios d'émission de gaz à effet de serre à partir des nouvelles projections climatiques de référence DRIAS-2020. Ils sont consultables sur un site dédié publié par Météo-France en novembre 2022.

## Urbanisme

### Typologie
Au 1er janvier 2024, Barberey-Saint-Sulpice est catégorisée ceinture urbaine, selon la nouvelle grille communale de densité à 7 niveaux définie par l'Insee en 2022.
Elle appartient à l'unité urbaine de Troyes, une agglomération intra-départementale dont elle est une commune de la banlieue,. Par ailleurs la commune fait partie de l'aire d'attraction de Troyes, dont elle est une commune de la couronne,. Cette aire, qui regroupe 209 communes, est catégorisée dans les aires de 200 000 à moins de 700 000 habitants,.

### Occupation des sols
L'occupation des sols de la commune, telle qu'elle ressort de la base de données européenne d’occupation biophysique des sols Corine Land Cover (CLC), est marquée par l'importance des territoires agricoles (64 % en 2018), en diminution par rapport à 1990 (74,2 %). La répartition détaillée en 2018 est la suivante : 
terres arables (52,6 %), zones industrielles ou commerciales et réseaux de communication (18 %), forêts (9,6 %), zones agricoles hétérogènes (9,3 %), zones urbanisées (5,7 %), espaces verts artificialisés, non agricoles (2,8 %), prairies (2,2 %). L'évolution de l’occupation des sols de la commune et de ses infrastructures peut être observée sur les différentes représentations cartographiques du territoire : la carte de Cassini (XVIIIe siècle), la carte d'état-major (1820-1866) et les cartes ou photos aériennes de l'IGN pour la période actuelle (1950 à aujourd'hui).

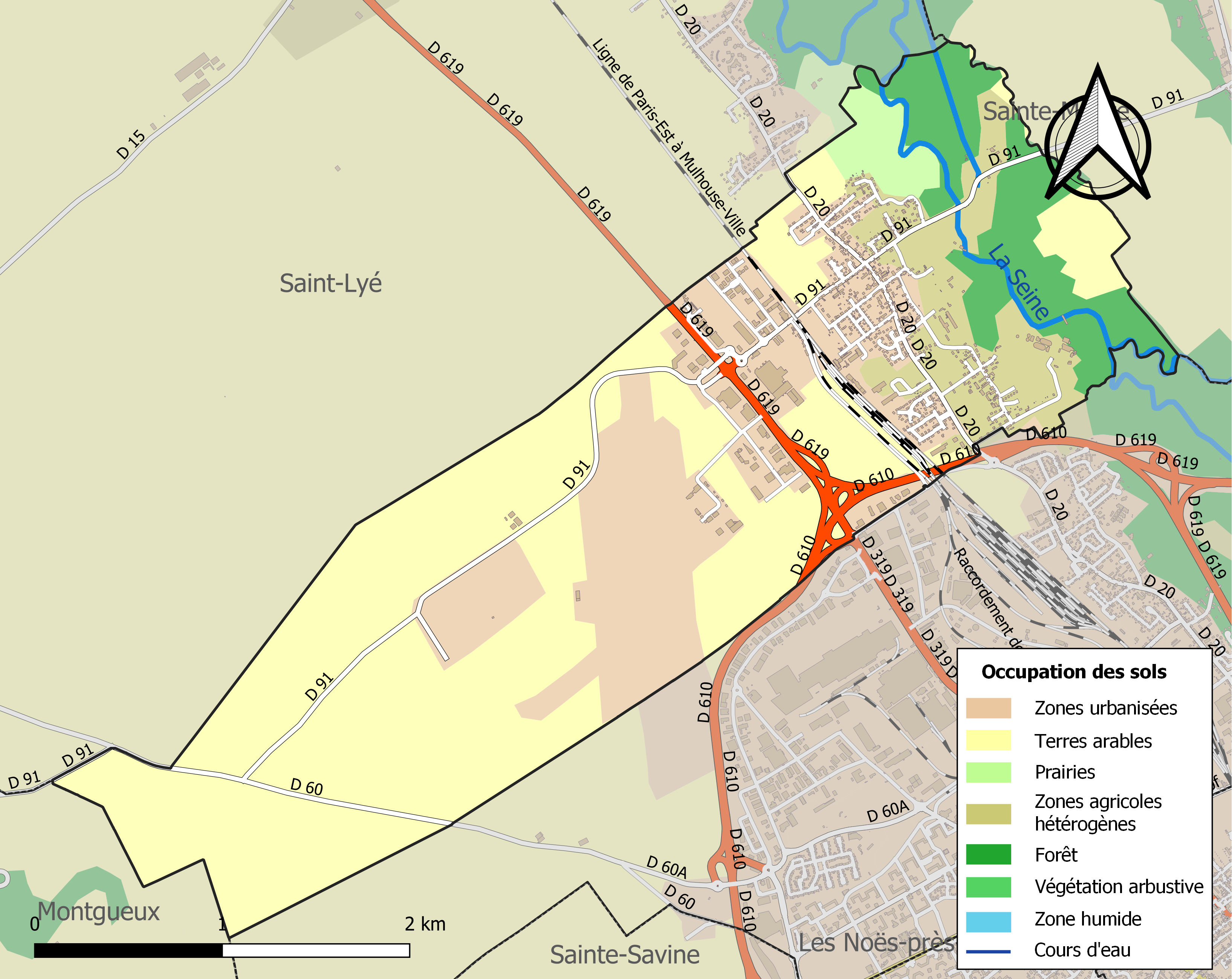
Carte des infrastructures et de l'occupation des sols de la commune en 2018 (CLC).

## Histoire

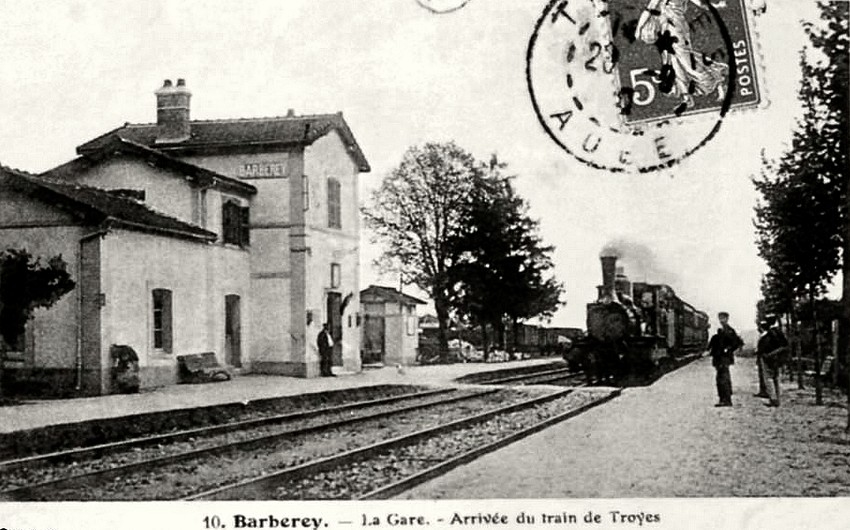
Carte postale de l'ancienne gare vers 1910.

La motte féodale au centre du village servit de base au château actuel, entre elle et l'église se trouvait un moulin à eau qui fut moulin à papier, à blé. En 1395, il fut loué à maître Perrind de Bouzanton, paupeleur qui consistait en deux moulins, une maison d'habitation, étables, un jardin entre la Noue-Robert et les prés de la seigneurie. En 1473, les héritiers payaient trente livres de location par année avant de passer à Guyot Oudot en 1485. Le dit moulin devint la location de François Pérignon à partir de 1506 pour trente et une livre, un pain de sucre fin et une rame de papier, les sieurs de Barberey se réservant le droit de pêche pour un plat de poisson, quatre fois par an ; il avait épousé Claude le Ber. En 1604, Edmond Denise signait un bail pour le moulin pour cinq cents livres par an ; son épouse Charlotte le Tartier continue la papeterie après la mort d'Edmond mais le moulin disparait avant 1678, date où il n'y a plus qu'un moulin à blé. Saisi en tant que bien d'émigré, le moulin est vendu à Sébastien Marin-Hiez le 25 germinal an XIII. Claude-Louis Bruslé de Valsuzenay louait le moulin qui était une filature de coton à  M. Fontaine-Gris, en 1822. Le dernier propriétaire était M. Gustave Huot qui le vendait le 4 juin 1897 à l'État qui avait besoin de réguler le cours de la Seine. En 1898 une usine de désétampage du fer-blanc était exploitée par Paul Jacoillot qui était suivie en 1913 par la Société d'Énergie de l'Aube.
En 1789, le village dépendait de l'intendance et de la généralité de Chalons-sur-Marne, de l'élection et du bailliage de Troyes et de la mairie royale de Preize.

## Politique et administration
| Période                                  | Période  | Identité       | Étiquette | Qualité  |
| ---------------------------------------- | -------- | -------------- | --------- | -------- |
| mars 2001                                | En cours | Alain Hubinois | DVD       | Retraité |
| Les données manquantes sont à compléter. |          |                |           |          |

## Démographie
L'évolution du nombre d'habitants est connue à travers les recensements de la population effectués dans la commune depuis 1793. Pour les communes de moins de 10 000 habitants, une enquête de recensement portant sur toute la population est réalisée tous les cinq ans, les populations de référence des années intermédiaires étant quant à elles estimées par interpolation ou extrapolation. Pour la commune, le premier recensement exhaustif entrant dans le cadre du nouveau dispositif a été réalisé en 2005.

En 2022, la commune comptait 1 551 habitants, en évolution de +11,66 % par rapport à 2016 (Aube : +0,7 %, France hors Mayotte : +2,11 %).
| 1793 | 1800 | 1806 | 1821 | 1831 | 1836 | 1841 | 1846 | 1851 |
| ---- | ---- | ---- | ---- | ---- | ---- | ---- | ---- | ---- |
| 256  | 224  | 282  | 293  | 328  | 358  | 410  | 432  | 456  |

| 1856 | 1861 | 1866 | 1872 | 1876 | 1881 | 1886 | 1891 | 1896 |
| ---- | ---- | ---- | ---- | ---- | ---- | ---- | ---- | ---- |
| 352  | 339  | 333  | 313  | 296  | 325  | 317  | 271  | 271  |

| 1901 | 1906 | 1911 | 1921 | 1926 | 1931 | 1936 | 1946 | 1954 |
| ---- | ---- | ---- | ---- | ---- | ---- | ---- | ---- | ---- |
| 292  | 291  | 298  | 358  | 381  | 433  | 473  | 530  | 554  |

| 1962 | 1968 | 1975 | 1982 | 1990 | 1999 | 2005  | 2006  | 2010  |
| ---- | ---- | ---- | ---- | ---- | ---- | ----- | ----- | ----- |
| 528  | 768  | 756  | 723  | 654  | 766  | 1 064 | 1 153 | 1 220 |

| 2015  | 2020  | 2022  | - | - | - | - | - | - |
| ----- | ----- | ----- | - | - | - | - | - | - |
| 1 376 | 1 568 | 1 551 | - | - | - | - | - | - |

## Économie
- L'aéroport de Troyes - Barberey se trouve sur le territoire de la commune.
- En 1999, la commune comptait 266 chambres d'hôtel dont 83 en hôtels 3 étoiles, ce qui en fait la deuxième commune du département à cet égard.
- Barberey-Saint-Sulpice fut, en 1969, la première commune accueillant sur son territoire, un hypermarché à l'enseigne (aujourd'hui disparue) Mammouth[25]. Cet établissement est devenu un Géant Casino.

## Lieux et monuments
- Église Saint-Sulpice, avec une nef romane du XIIe et un chœur et transept des XVIe et XVIIe siècles. Elle conserve une tribune Renaissance en bois à vingt-cinq panneaux. La façade et le porche sont à pans de bois[26].
- Château de Barberey-Saint-Sulpice, de style Louis XIII, classé monument historique.
- Pont-canal de Barberey-Saint-Sulpice, en fonte, inscrit à l'inventaire supplémentaire des monuments historiques, permettant au canal de la Haute-Seine de franchir la Seine.

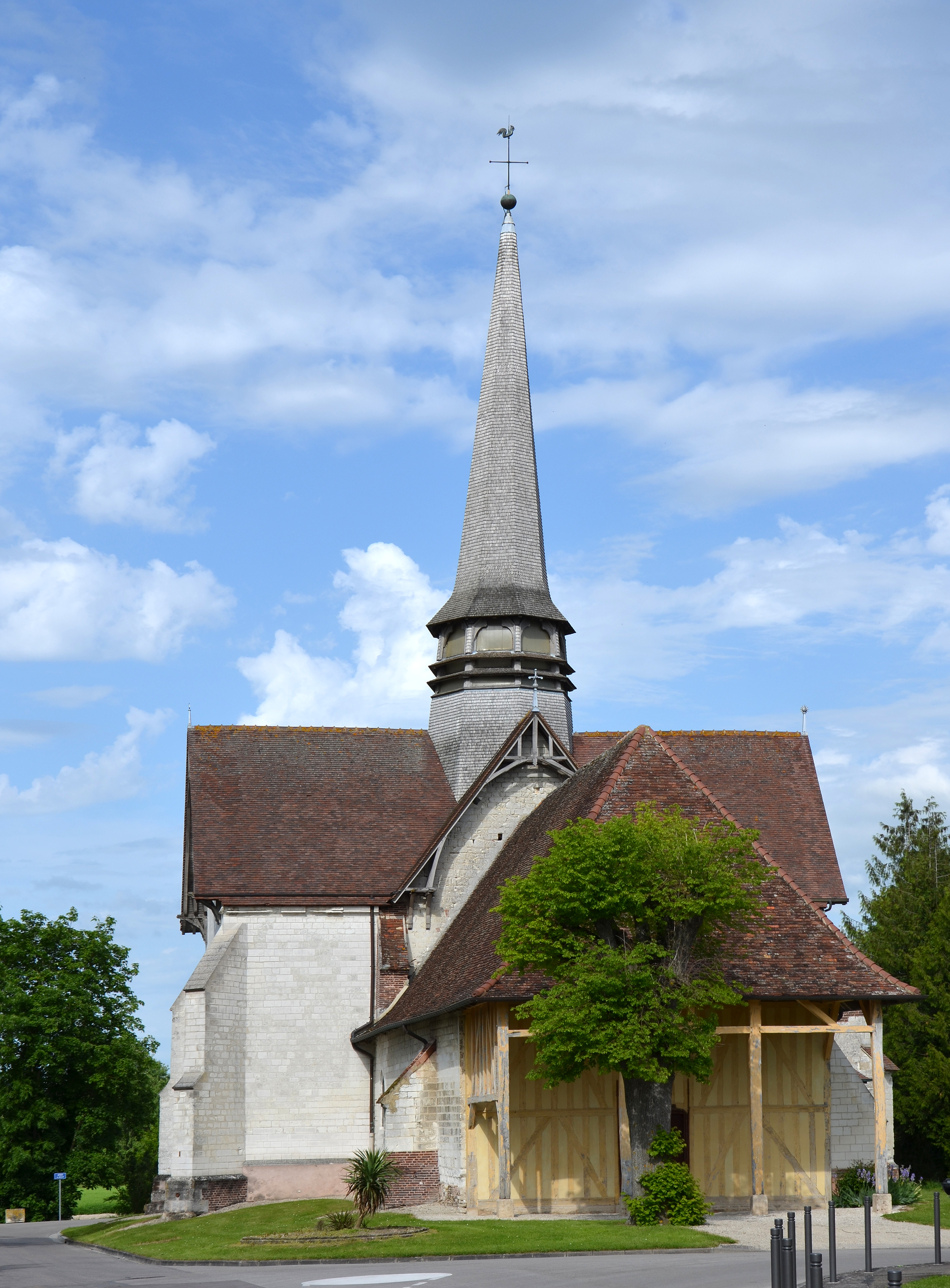
Église Saint-Sulpice.
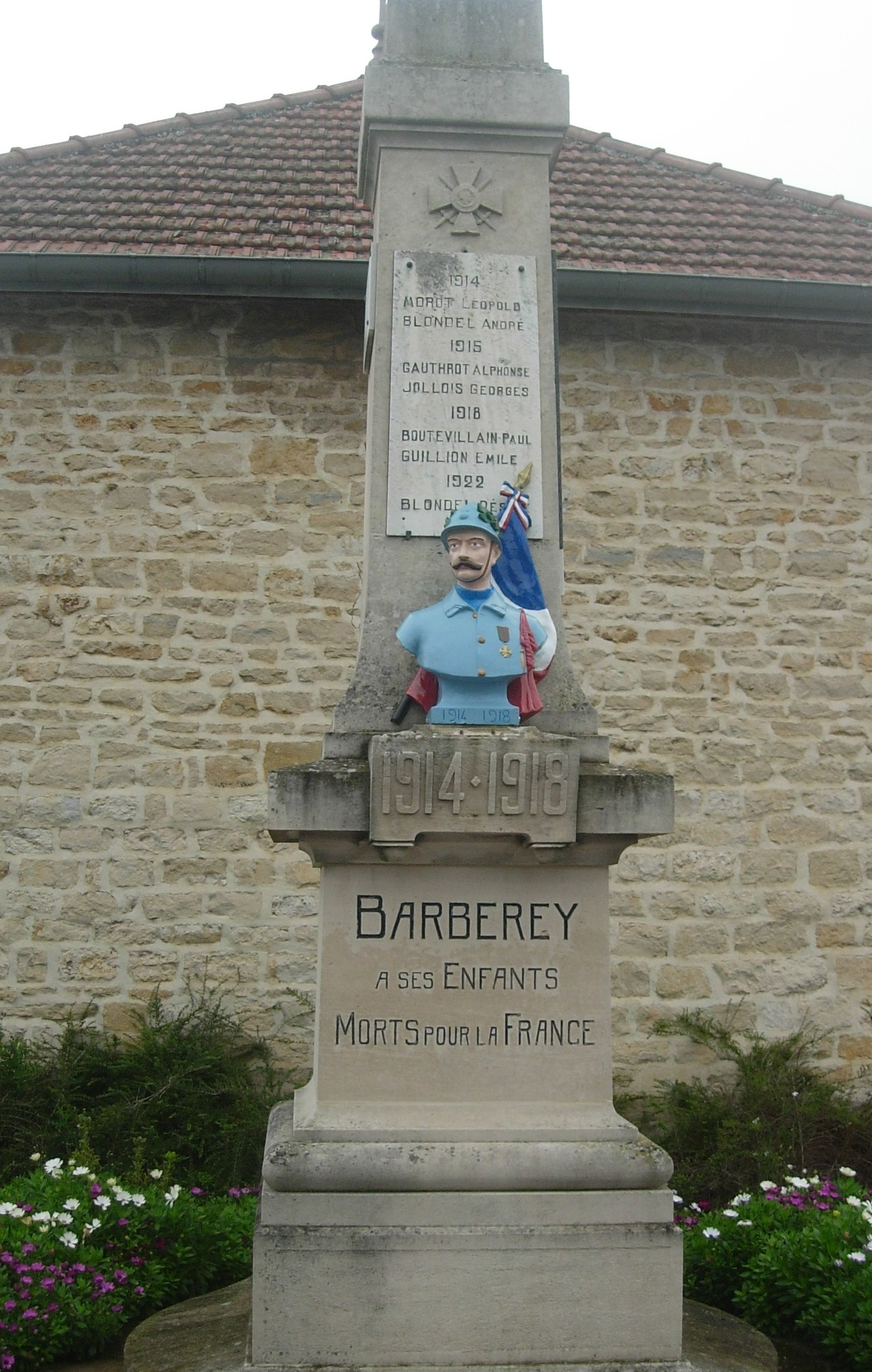
Monument aux morts.
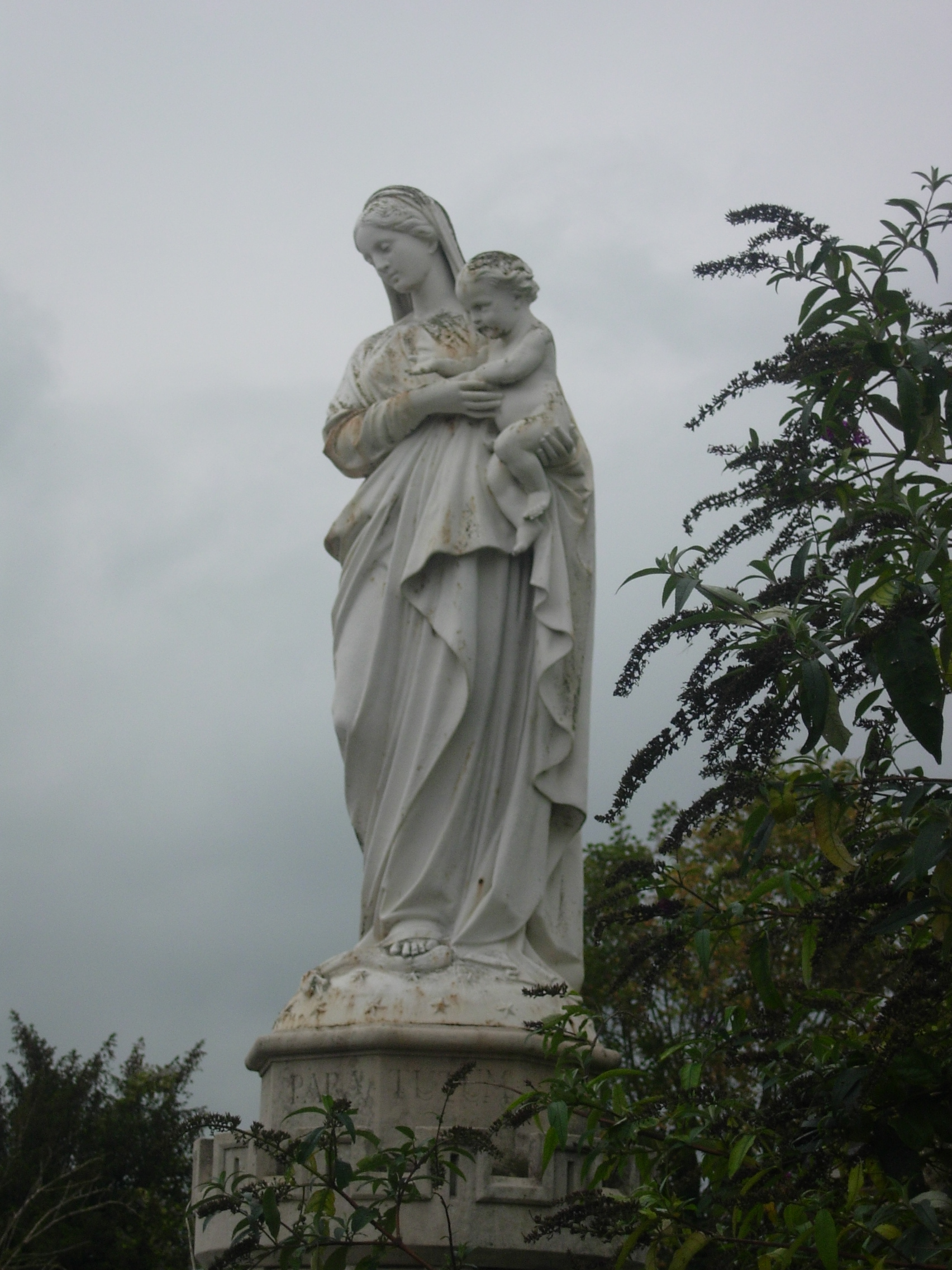
Statue de Notre-Dame-de-Bonne-Voie.
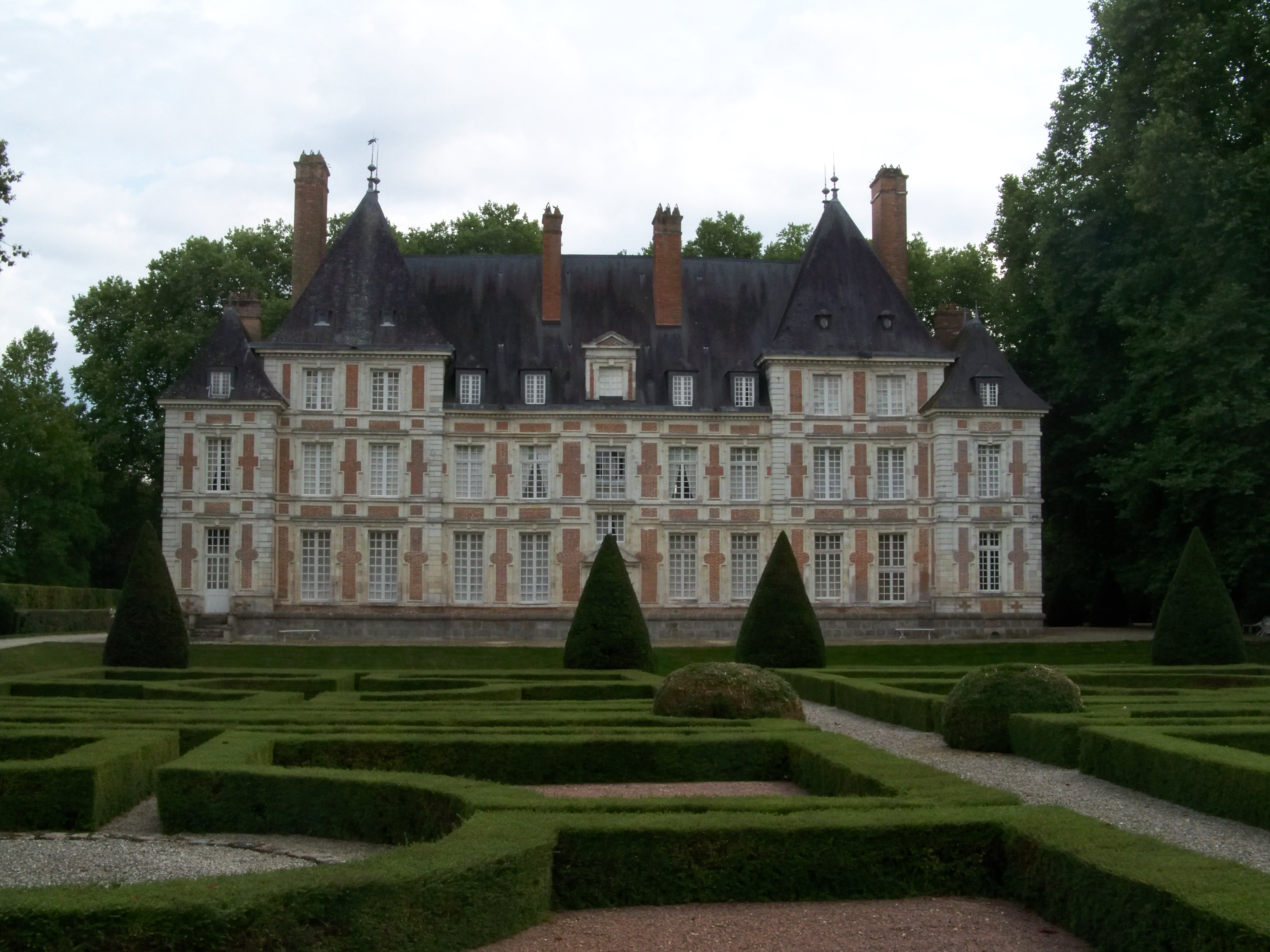
Château.
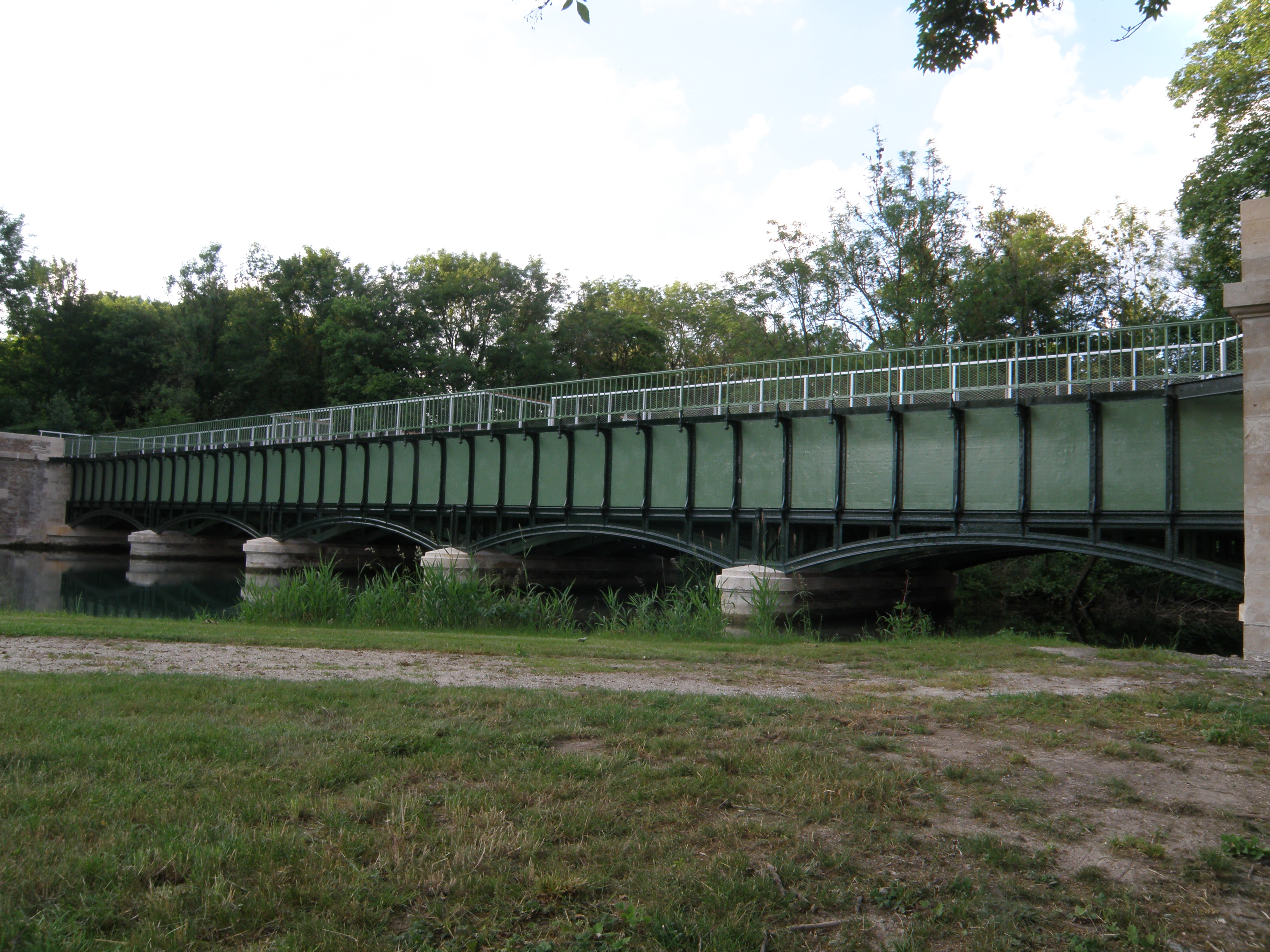
Pont-canal.
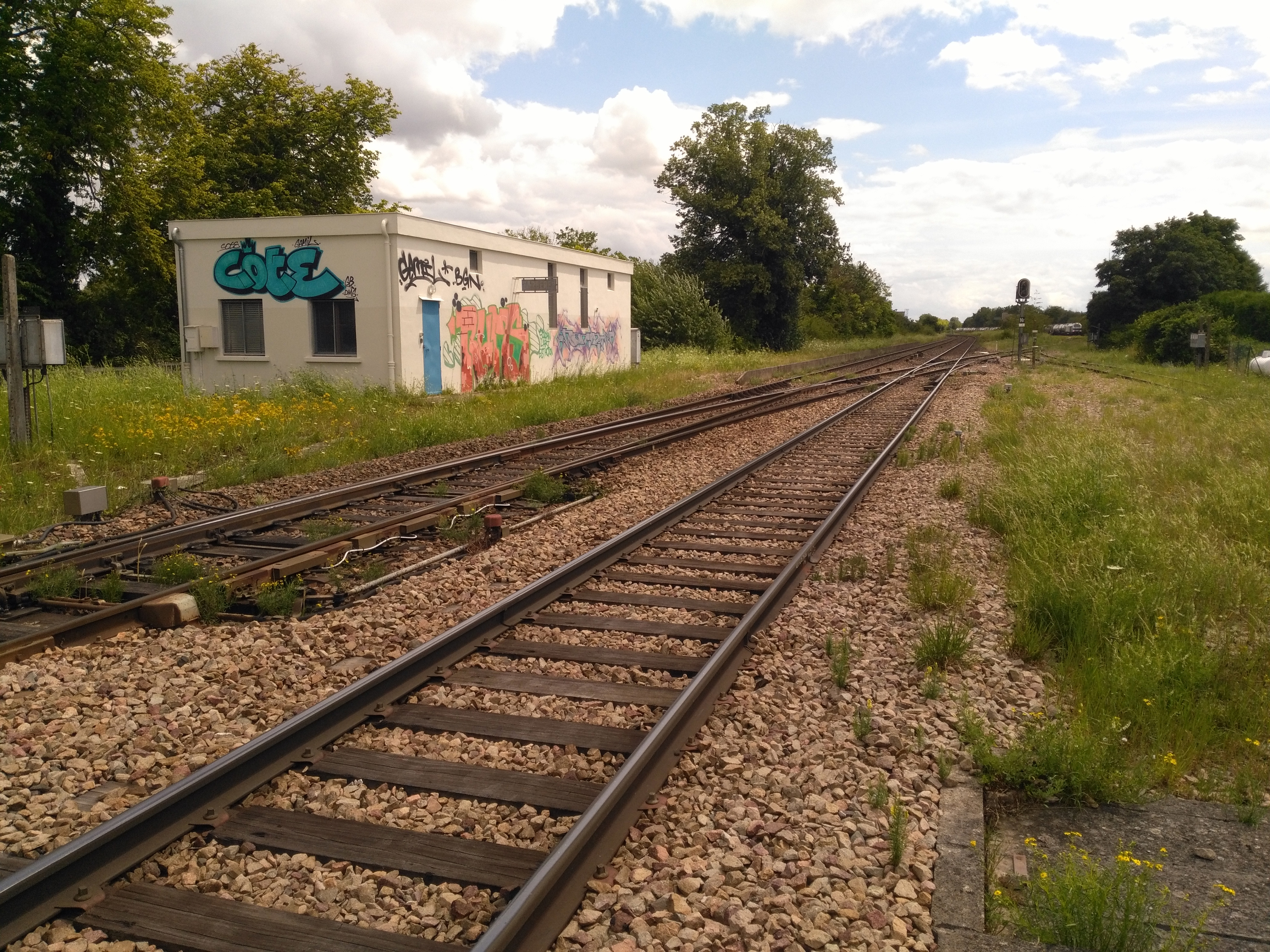
Ancienne gare.

## Personnalités liées à la commune
- Claude-Louis Bruslé de Valsuzenay (1766-1825), homme politique et haut fonctionnaire français, fut châtelain de Barberey.